# 横須賀市立豊島小学校
横須賀市立豊島小学校（よこすかしりつ としましょうがっこう）とは、神奈川県横須賀市上町にある市立小学校。

## 沿革
- 1872年（明治5年）6月22日 - 公郷村学舎として開校。
- 1888年（明治21年）12月15日 - 豊島小学校を設立。不入斗学校を合併し、分校にする。
- 1889年（明治22年）7月 - 不入斗学校廃校。
- 1890年（明治23年） - 付属幼稚園が開園（現存せず）[1]。
- 1902年（明治35年）4月 - 敷地内に豊島村立豊島実業補習学校（後の横須賀市立工業高等学校）が開校[2]。
- 1922年（大正11年）4月1日 - 豊島尋常高等小学校に改称。
- 1941年（昭和16年）4月1日 - 国民学校令により、横須賀市豊島国民学校に改称。
- 1947年（昭和22年）4月1日 - 学制改革により現校名に改称。
- 2012年（平成24年） - 創立140周年を記念し、モザイク画を制作[3][4]。

### 事件・事故
- 1938年（昭和13年）6月29日、夜来から続いていた豪雨により、校舎に面していた崖が崩壊。授業中の4年生の教室に土砂が押し寄せ11人が生き埋めとなり、うち5人が死亡した[5]。

## 通学区域
2014年度は以下の通りである。
- 田戸台（78番～80番、84番～88番、91番、92番を除く）
- 深田台
- 上町1丁目、2丁目、3丁目の内1番～33番、4丁目の内3番～89番
- 不入斗町4丁目の内22番～46番

また、不入斗町4丁目（22～46番地を除く）は横須賀市立桜小学校の通学区域であるが、通うことができる。

## 進学先中学校
通学区域の全域が横須賀市立不入斗中学校に進学する。
また、公立学校選択制により、以下の学校を選択できる。
- 横須賀市立坂本中学校
- 横須賀市立公郷中学校
- 横須賀市立衣笠中学校

## 交通
- 京浜急行バス
  - 聖徳寺坂上バス停より徒歩
  - 上町三丁目バス停より徒歩
- 京浜急行電鉄 本線 横須賀中央駅より徒歩15分

## 著名な出身者
- 宇野薫（総合格闘家）
- 古川あおいアン（バレーボール選手：岡山シーガルズ）
- 三東ルシア（女優、歌手）